# Раденка Марић
Раденка Марић (Дервента) српска је инжењерка и академик. Од 28. септембра 2022. обавља функцију 17. председнице Универзитета Конектиката.

## Биографија
Рођена је у Дервенти, у тадашњој Социјалистичкој Федеративној Републици Југославији. Основне академске студије завршила је на Универзитету у Београду, а потом мастер и докторске студије на Универзитету у Кјоту. Између новембра 1989. и октобра 1991. била је истраживач у Српској академији наука и уметности (САНУ).